# Baba Otu Mohammed
Baba Otu Mohammed – nigeryjski piłkarz grający na pozycji napastnika. W swojej karierze grał w reprezentacji Nigerii.

## Kariera klubowa
W swojej karierze piłkarskiej Mohammed grał w klubie Racca Rovers FC.

## Kariera reprezentacyjna
W 1978 roku Mohammed został powołany do reprezentacji Nigerii na Puchar Narodów Afryki 1978. Wystąpił w nim w czterech meczach: grupowych z Górną Woltą (4:2) i z Zambią (0:0), w półfinałowym z Ugandą (1:2) i o 3. miejsce z Tunezją (2:0), w którym strzelił gola. Z Nigerią zajął 3. miejsce w tym turnieju.